# Rolls-Royce Trent 1000
Rolls-Royce Trent 1000 — висококонтурний турбовентиляторний двигун виробництва Rolls-Royce, один із двох варіантів двигунів для Boeing 787 Dreamliner, що конкурує з General Electric GEnx. Перший тестовий політ відбувся 14 лютого 2006 року, перший політ відбувся 18 червня 2007 року, а 7 серпня 2007 року він пройшов спільну сертифікацію EASA/FAA, а 26 жовтня 2011 року введено в експлуатацію. На початку 2016 року було виявлено пов’язане з корозією втомне розтріскування лопаток турбіни середнього тиску (IP), яке призупинило політ до 44 літаків даного типу і обійшовшлось Rolls-Royce щонайменше в 1,3 мільярда фунтів стерлінгів.
Двигун потужністю 62 264–81 028 фунт-сил (276,96–360,43 кН) має коефіцієнт перепуску понад 10:1, вентилятор діаметром 2,85 м (9 футів 4 дюйми) і зберігає характерне розташування трьох золотників серії Trent.
Оновлений Trent 1000 TEN із технологіями Trent XWB і Advance3 має на меті покращити спалювання палива на 3%. Який вперше запустили в середині 2014 року, був сертифікований EASA в липні 2016 року, перший політ на 787 відбувся 7 грудня 2016 року і був представлений 23 листопада 2017 року.
На початок 2018 року мав 38% ринку прийнятих замовлень. Rolls-Royce Trent 7000 — це версія з відведенням повітря, яка використовується для Airbus A330neo.